# 모리화
모리화(Jasmine Women, 茉莉花開: Jasmine Flower)는 중국에서 제작된 허우 용 감독의 2004년 드라마 영화이다. 장쯔이 등이 주연으로 출연하였다.

## 출연

### 주연
- 장쯔이

### 조연
- 조안 첸
- 강문
- 유엽
- 루이